# Stachyococcus
Stachyococcus  es un género de plantas con flores perteneciente a la familia de las rubiáceas. Incluye una sola especie: Stachyococcus adinanthus (Standl.) Standl. (1936).
Es nativo del centro y sur de América tropical.